# مانينغ غالاوي
مانينغ غالاوي (بالإنجليزية: Manning Galloway)‏ مواليد 27 أبريل 1960 في كولومبوس، هو ملاكم محترف أمريكي معتزل كان يصنف ضمن فئة وزن الوسط. حقق بطولة منظمة الملاكمة العالمية.

## إحصائيات
خاض خلال مسيرته 84 نزالا، فاز في 62 وتعادل في 1 وخسر في 19. فاز بالضربة القاضية في 14 نزالا.

## روابط خارجية
- مانينغ غالاوي على موقع بوكس ريك (الإنجليزية) (registration required)